# Убрив
Убрив (фр. Auberive) насеље је и општина у североисточној Француској у региону Шампањ-Арден, у департману Горња Марна која припада префектури Лангр.
По подацима из 2011. године у општини је живело 194 становника, а густина насељености је износила 2,75 становника/km². Општина се простире на површини од 70,64 km². Налази се на средњој надморској висини од 365 метара.

## Демографија
| 1962. | 1968. | 1975. | 1982. | 1990. | 1999. | 2011. |
| ----- | ----- | ----- | ----- | ----- | ----- | ----- |
| 263   | 302   | 270   | 219   | 233   | 205   | 194   |

График промене броја становника у току последњих година